# Ludvig Vibe
Frederik Ludvig Vibe (født 26. september 1803 i Bergen, død 21. juni 1881 i Kristiania) var en norsk skolemand, søn af Niels Andreas Vibe, bror til Andreas Vibe.
Vibe tog filologisk embedseksamen 1827 og blev 1831 lektor, 1838 professor i græsk filologi. 1848—72 var han rektor ved Kristiania Katedralskole. Han var en af grundlæggerne af Christianiaposten, som han redigerede 1848—53 sammen med Carl Arntzen i strengt konservativ and. Han har forfattet nogle filologiske afhandlinger og udmærkede sig som smagfuld oversætter af græske dramer (Aristofanes, Fuglene 1856, og Aischylos, Prometeus i lænker 1869).